# Actinote actona
Actinote actona är en fjärilsart som beskrevs av Heinrich Benno Möschler 1876. Actinote actona ingår i släktet Actinote och familjen praktfjärilar. Inga underarter finns listade i Catalogue of Life.